# Heteropoda eluta
Heteropoda eluta là một loài nhện trong họ Sparassidae.
Loài này thuộc chi Heteropoda. Heteropoda eluta được Ferdinand Karsch miêu tả năm 1891.